# El hombre nuevo
El hombre nuevo es un documental uruguayo de 2015, dirigido por Aldo Garay, sobre el regreso a su país natal de una travesti nicaragüense que desde niña ha vivido en Uruguay. Se estrenó en febrero de 2015, en la 65.ª edición del Festival Internacional de Cine de Berlín, sección «Panorama».

## Sinopsis
Stephanía es una mujer trans nacida en Nicaragua. De niña, y en plena Revolución Sandinista, fue adoptada por una pareja uruguaya de militantes de izquierda, quienes la llevaron a Uruguay. El documental muestra cómo Stephanía se gana la vida en Montevideo, y registra también el regreso a su país.

## Premios
- Premio al mejor largometraje en el Festival Internacional de Cine LGBTIQ Asterisco.
- Premio Teddy al mejor largometraje en el Festival Internacional de Cine de Berlín.
- Premio Félix al mejor documental en el Festival Internacional de Cine de Río de Janeiro.
- Premio Mejor Director en el Festival Internacional de Cine de Viña del Mar.
- Mención especial del jurado en el Festival MIX de Copenhague.[4]